# 7 Vizi Capitale
7 Vizi Capitale – singiel włoskiego rapera Piotty we współpracy z zespołem Il Muro del Canto, wydany 27 marca 2015, a następnie ponownie 6 października 2017, wykorzystany jako piosenka przewodnia serialu telewizyjnego Suburra w reżyserii Michele Placido, Andrea Molaioliego i Giuseppe Capotondiego i dystrybuowanego w 190 krajach świata. Piosence towarzyszy teledysk zrealizowany przez Tiziano Russo. Utwór był wprowadzeniem do nowego albumu Piotty, zatytułowanego Nemici, wydanego przez wytwórnię GO/Universal/Made in etaly.

## Treść
Utwór stanowi muzyczną podróż przez siedem grzechów głównych włoskiej stolicy – Rzymu i ukazuje jej główne problemy społeczne. Jest to miasto piękne, ale też stanowi kolebkę władzy, przywar i spekulacji. Bieda, ciężka praca, układy mafijne, przestępczość i rozpusta – wszystko to przytłacza, ale w końcowej fazie piosenki pojawia się jednak nadzieja. Piotta skomentował swój utwór na Facebooku: jest to piosenka, na której bardzo mi zależy, pozostaje idealnie w zgodzie z moją ostatnią produkcją, szczególnie w zakresie poruszanych tematów. Rzym jest w piosence surowy, święty i rozwiązły, kocha i nie przebacza, pożera jak barakuda. Tekst odzwierciedla ducha i fabułę serialu Suburra.

## Muzyka
Muzycznie utwór stanowi mieszankę rapu, rocka, popularnej tradycji muzycznej i brzmień akordeonowych Alessandro Marinellego. Szczególnie wyróżnia się intonacja głosu Daniele Cocci w refrenie.
Płyta była dostępna od 13 października 2017, a później też 7-calowy winyl w limitowanej edycji. Oba wydała La Grande Onda, a dystrybuował Artist First.

## Teledysk
Teledysk do piosenki został nakręcony w jednej sekwencji, w której Piotta porusza się w przestrzeniach rzymskiego muzeum sztuki ulicznej MAAM (wł. Museo dell'Altro e dell'Altrove di Metropoliz_città meticcia). Sekwencja kończy się ukazaniem muralu przedstawiającego Włochy w czerni i Rzym, jako białą kropkę. Tiziano Russo współpracował w jego tworzeniu z Negramaro, Miną i Erosem Ramazzottim.